# Элрик (король Кента)
Элрик (англ. Aelric) — младший сын короля Кента Витреда из Кентской династии. Вместе с братьями он поделил владения отца в 725 году.